# Grensbewaking

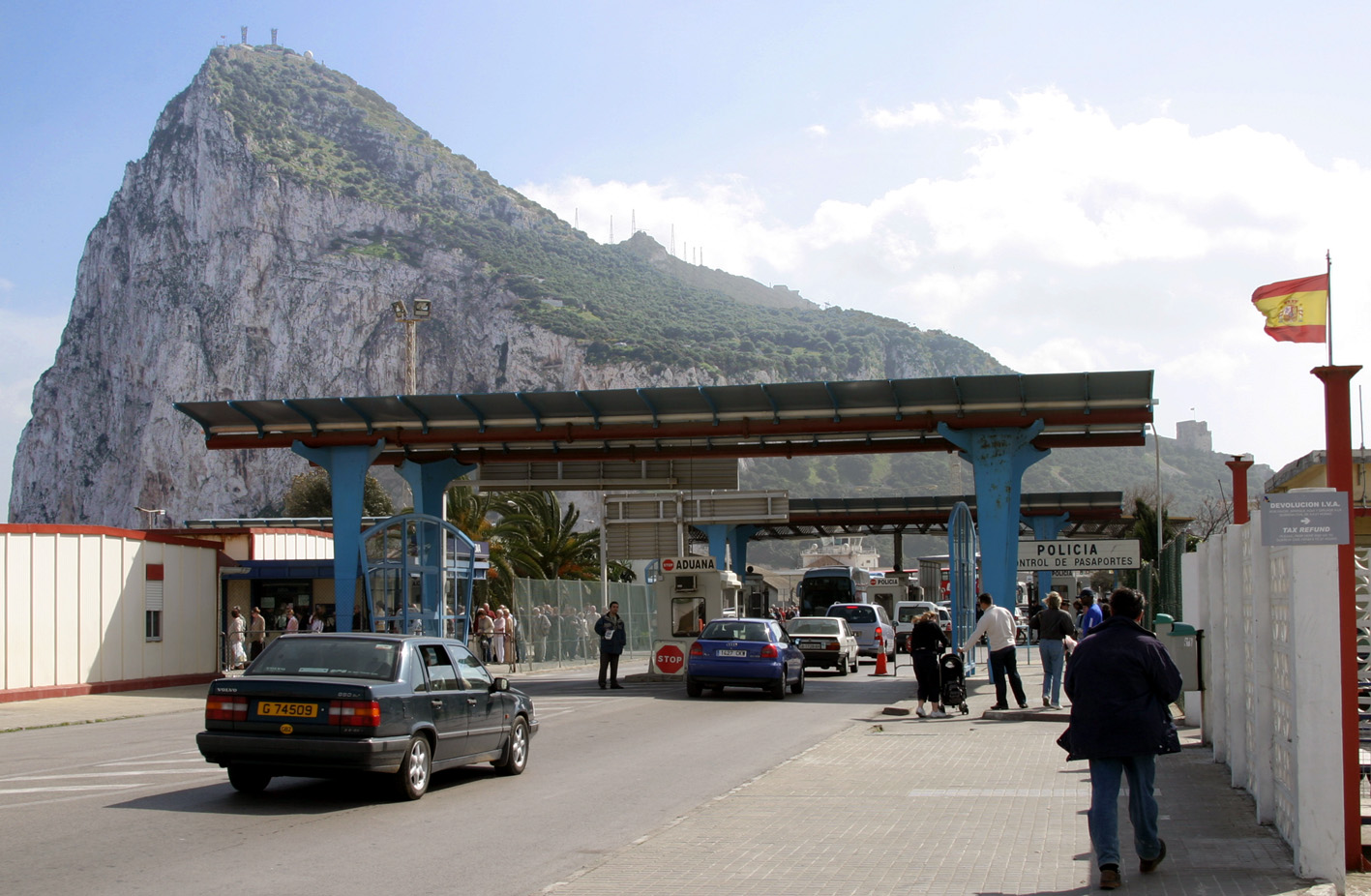
De grens tussen Spanje en Gibraltar bij La Línea

Grensbewaking is een overheidstaak die door elk autonoom land uitgeoefend wordt. Op grensdoorlaatposten kan men om toegang verzoeken, meestal op vertoon van een geldig document voor grensoverschrijding (meestal een paspoort) en daarbij eventueel een geldig visum. In een aantal gevallen kan ter plekke op de grensdoorlaatpost een visum worden verstrekt. Op bepaalde wettelijke voorwaarden kan een vreemdeling de toegang geweigerd worden. Landen die het overschrijden van hun internationale grens als een ernstig veiligheidsrisico beschouwen, nemen vaak hun toevlucht tot een grensbarrière in de vorm van een muur of hek, soms aangevuld met patrouilles en elektronische beveiliging.

## Europa

### Interne grenzen: Schengen

EU

In 1985 ondertekenden Nederland, België, Luxemburg, Duitsland en Frankrijk het Schengenverdrag waarmee de eerste Schengenakkoorden een feit waren. Het Schengenverdrag heeft tot gevolg dat de deelnemende landen geen binnengrens meer kennen. Alleen op de gezamenlijke buitengrens vindt grensbewaking plaats. In de praktijk komt het erop neer dat iemand via de Amsterdamse luchthaven Schiphol het Schengengebied kan inreizen en dan ongehinderd over het grondgebied van Nederland, Duitsland, Oostenrijk en Italië naar Griekenland kan reizen zonder verder een grenscontrole te passeren. De grensbewaking op luchthavens in het Schengengebied zijn derhalve verantwoordelijk voor de binnenkomst en toelating tot 28 landen.

### Externe grenzen: Frontex
In 2004 werd Frontex opgericht, als Europees Agentschap voor het beheer van de operationele samenwerking aan de buitengrenzen van de lidstaten van de Europese Unie, in 2016 omgevormd tot het Europees Grens- en kustwachtagentschap. Frontex wil de EU-lidstaten en de met Schengen geassocieerde landen bijstaan om de buitengrenzen van Europese Economische Ruimte te beschermen. Als EU-agentschap wordt Frontex gefinancierd uit de EU-begroting en door bijdragen van met Schengen geassocieerde landen.

## Internationaal
Op internationaal niveau komt grensbewaking steeds meer in de belangstelling te staan. Een aantal voorbeelden van internationale samenwerking zijn Interportpolice of de Canadese NGO Borderpol.

## Nederland

### Geschiedenis

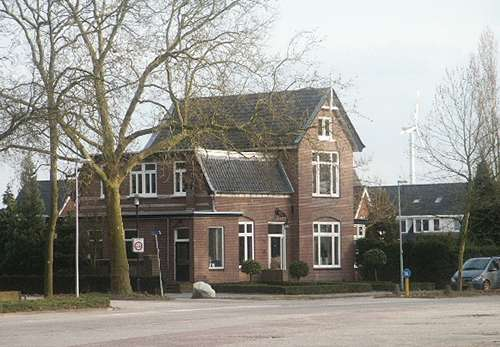
Voormalig douanekantoor in 's Heerenberg

Grensbewaking langs de Rijksgrens van Nederland bestaat al sinds 1814. In dat jaar besloot Koning Willem I om het korps Marechaussee op te richten. De Marechaussee had onder andere als taak om de grens en de grote wegen in Nederland te bewaken. Rond 1900 was er al sprake van grensbewaking in de meeste zeehavens, al was die er voornamelijk op gericht om voortvluchtige criminelen tegen te houden voor ze op de boot naar de vrije Verenigde Staten konden stappen.

### (Lucht)havens
In de jaren 30 was er ook grensbewaking te vinden op een aantal luchthavens, zoals Schiphol en het vliegveld Waalhaven. Met de toenemende migratie van de jaren 20 tot midden jaren 70 kreeg grensbewaking steeds meer betekenis. Vanaf de jaren 60 werden alle in- en uitreizende passagiers op de luchthavens gecontroleerd. Met het Beneluxverdrag kwam er vrij personen- en goederenverkeer binnen de drie lidstaten, en daarmee verviel de binnengrens met België.

### Uitvoerende organen

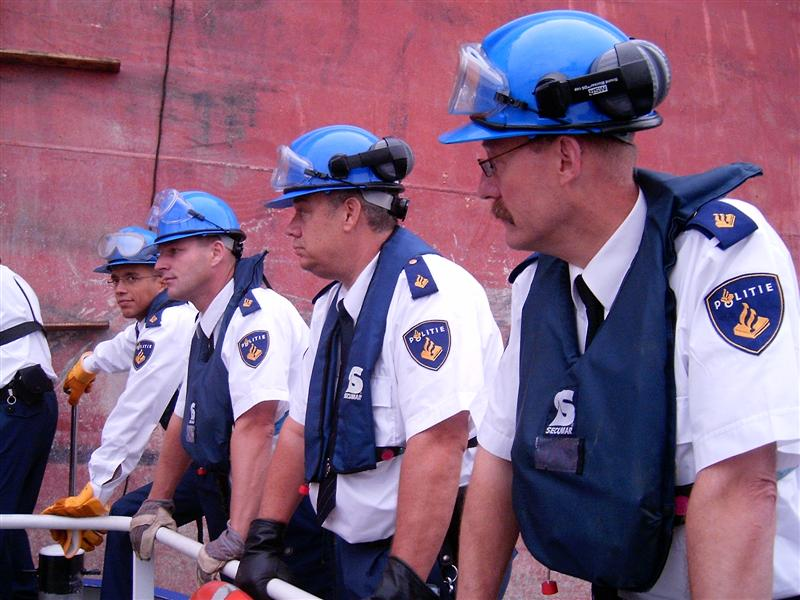
Personeel van de zeehavenpolitie

De bewaking van de Nederlandse grens viel lange tijd onder de gecombineerde verantwoordelijkheid van de Koninklijke Marechaussee, de Douane en de Zeehavenpolitie (vóór 2007 bekend als Rivierpolitie) van de politie-eenheid Rotterdam. Anno 2017 zijn de douane, Koninklijke Marechaussee en de Zeehavenpolitie van de politie-eenheid Rotterdam actief op het gebied van de grensbewaking, waarbij de marechaussee de lucht- en zeehavens controleert, de zeehavenpolitie de Rotterdamse Haven en de douane op alle locaties het goederenvervoer.
Alleen al op Schiphol zijn meer dan 1500 personen actief in de grensbewaking. Daar bevindt zich tevens het Nationaal Bureau Documenten, waar documenten worden gecontroleerd op echtheid.
De Zeehavenpolitie Rotterdam beschikt op dit moment over twee checkpoints, twaalf dienstvoertuigen en om en nabij de 100 man personeel. Men gebruikt een softwareapplicatie genaamd ZUIS om al het in- en uitgaande scheepvaartverkeer te controleren. Jaarlijks komen er 35.000 schepen binnen in de haven van Rotterdam, en daarmee zo'n 350.000 vreemdelingen.

### Nederlandse grensdoorlaatposten
Volgens het Voorschrift Vreemdelingen 2000 en de Regeling toelating en uitzetting BES zijn aan de buitengrenzen van Nederland de volgende grensdoorlaatposten ingesteld. Onder een grensdoorlaatpost aan de zeegrens kunnen meerdere havens vallen.
| Luchthaven                    | Zeegrens                   |
| ----------------------------- | -------------------------- |
| Luchthaven Schiphol           | Amsterdam IJmond           |
| Vliegveld de Kooy             | IJmuiden                   |
| Eindhoven Airport             | Delfzijl                   |
| Enschede Airport Twente       | Den Helder                 |
| Groningen Airport Eelde       | Dordrecht                  |
| Lelystad Airport              | Gent-Terneuzen             |
| Maastricht Aachen Airport     | Harlingen                  |
| Rotterdam The Hague Airport   | Hoek van Holland/Europoort |
| Vliegkamp Valkenburg          | Moerdijk                   |
| Bonaire International Airport | Rotterdam-Havens           |
| F.D. Roosevelt Airport        | Scheveningen               |
| Juancho E. Yrausquin Airport  | Vlissingen                 |
|                               | Rede van Kralendijk        |
|                               | Blauwe Pan en Brazil       |
|                               | Oranjebaai                 |
|                               | Fortbaai                   |